# Kamariótissa
Kamariótissa är en ort i Grekland.   Den ligger i regionen Östra Makedonien och Thrakien, i den nordöstra delen av landet, 300 km nordost om huvudstaden Aten. Kamariótissa ligger 14 meter över havet och antalet invånare är 1 022. Den ligger på ön Samothrace Island.
Terrängen runt Kamariótissa är varierad. Havet är nära Kamariótissa åt nordväst. Runt Kamariótissa är det glesbefolkat, med 14 invånare per kvadratkilometer. Kamariótissa är det största samhället i trakten. == Kommentarer ==
1. ↑  Framräknat ur höjduppgifter (DEM 3") från Viewfinder Panoramas.[2] Mer om algoritmen finns här: Användare:Lsjbot/Algoritmer.
2. ↑  Framräknat ur variansen i alla höjduppgifter (DEM 3") från Viewfinder Panoramas, inom 10 km radie.[2] Mer om algoritmen finns här: Användare:Lsjbot/Algoritmer.